# Домон, Аксель
Аксель Домон (фр. Axel Domont, род. 7 августа 1990 в Валансе, Франция) — французский профессиональный шоссейный велогонщик, выступающий с 2013 года за команду «AG2R Citroën».  

## Достижения

#### Выступления
2011
- 2-й — Piccolo Giro di Lombardia
- 3-й — Giro del Friuli
- 8-й — Tour des Pays de Savoie
- 8-й — Ronde de l'Isard
- 9-й — Чемпионат Европы U-23 в групповой гонке

2012
- 5-й — Toscana-Terra di Ciclismo
  - 1-й на этапе 5
- 7-й — Ronde de l'Isard

2014
- 1-й на этапе 5 — Circuit de la Sarthe
- Тур Лимузена
  - 1-й  Горная классификация
  - 1-й  Спринтерская классификация
- 1-й  Спринтерская классификация — Route du Sud

### Гранд-туры
| Гонка           | 2014 | 2015 | 2016 | 2017 | 2018 |
| --------------- | ---- | ---- | ---- | ---- | ---- |
| Джиро д'Италия  | 58   | 75   | 50   | —    | —    |
| Тур де Франс    | —    | —    | —    | 68   | НФ   |
| Вуэльта Испании | —    | —    | 48   | НФ   | —    |

| —  | Не участвовал  |
| НФ | Не финишировал |